# Trichorhina caeca
Trichorhina caeca is een pissebed uit de familie Platyarthridae. De wetenschappelijke naam van de soort is voor het eerst geldig gepubliceerd in 1952 door Albert Vandel.